# Tisanić Jarek
Tisanić Jarek est un village de la municipalité de Zabok (comitat de Krapina-Zagorje) en Croatie. Au recensement de 2011, le village comptait 345 habitants.